# Cancellieri federali dell'Austria
Questo è un elenco dei cancellieri austriaci dal 1918, ad oggi.
In tedesco è chiamato Bundeskanzler.

## Cisleitania (1867-1918)
Ministri-Presidenti:
- - Friedrich Ferdinand von Beust (Indp) 22 - 30 dicembre 1867
- 1 Karl von Auersperg (VP) 30 dicembre 1867 - 24 settembre 1868
- 2 Eduard Taaffe (VP) 24 settembre 1868 - 15 gennaio 1870
- 3 Ignaz von Plener (VP) 15 gennaio - 1º febbraio 1870
- 4 Leopold Hasner von Artha (VP) 1º febbraio - 12 aprile 1870
- 5 Alfred Józef Potocki (FP) 12 aprile 1870 - 6 febbraio 1871
- 6 Karl Sigmund von Hohenwart (FP) 6 febbraio - 30 ottobre 1871
- 7 Ludwig Holzgethan (Indp) 30 ottobre - 25 novembre 1871
- 8 Adolf von Auersperg (VP) 25 novembre 1871 - 15 febbraio 1879
- 9 Karl von Stremayr (VP) 15 febbraio - 12 agosto 1879
- 10 Eduard Taaffe (VP/FP) 12 agosto 1879 - 11 novembre 1893
- 11 Alfred III zu Windisch-Grätz (FP) 11 novembre 1893 - 19 giugno 1895
- 12 Erich von Kielmansegg (FP) 19 giugno - 30 settembre 1895
- 13 Kasimir Felix Badeni (FP) 30 settembre 1895 - 30 novembre 1897
- 14 Paul Gautsch von Frankenthurn (CS) 30 novembre 1897 - 5 marzo 1898
- 15 Franz von Thun (FP) 5 marzo 1898 - 2 ottobre 1899
- 16 Manfred von Clary-Aldringen (Indp) 2 ottobre - 21 dicembre 1899
- 17 Heinrich von Wittek (CS) 21 dicembre 1899 - 18 gennaio 1900
- 18 Ernest von Koerber (L-Indp) 18 gennaio 1900 - 31 dicembre 1904
- 19 Paul Gautsch von Frankenthurn (CS) 31 dicembre 1904 - 2 maggio 1906
- 20 Konrad Hohenlohe-Schillingsfürst (Indp) 2 maggio - 2 giugno 1906
- 21 Max Wladimir von Beck (Indp) 2 giugno 1906 - 15 novembre 1908
- 22 Richard von Bienerth-Schmerling (Indp) 15 novembre 1908 - 28 giugno 1911
- 23 Paul Gautsch von Frankenthurn (CS) 28 giugno - 3 novembre 1911
- 24 Karl von Stürgkh (Indp-DN) 3 novembre 1911 - 21 ottobre 1916
- 25 Ernest von Koerber (L-DN) 21 ottobre - 20 dicembre 1916
- 26 Heinrich Clam-Martinic (Indp-DN) 20 dicembre 1916 - 23 giugno 1917
- 27 Ernst Seidler von Feuchtenegg (Indp) 23 giugno 1917 - 27 luglio 1918
- 28 Max Hussarek von Heinlein (CS) 27 luglio - 27 ottobre 1918
- 29 Heinrich Lammasch (CS) 27 ottobre - 11 novembre 1918

## Prima Repubblica (1918-1938)
| N°  | N°               | Cancelliere      | Cancelliere                      | Mandato                                           | Mandato                                       | Partito                   | Composizione del Governo                          | Elezioni         | Presidenti | Presidenti                   |
| N°  | N°               | Cancelliere      | Cancelliere                      | Inizio                                            | Fine                                          | Partito                   | Composizione del Governo                          | Elezioni         | Presidenti | Presidenti                   |
| --- | ---------------- | ---------------- | -------------------------------- | ------------------------------------------------- | --------------------------------------------- | ------------------------- | ------------------------------------------------- | ---------------- | ---------- | ---------------------------- |
| 1   |                  |                  | Karl Renner (1870–1950)          | 30 ottobre 1918                                   | 16 febbraio 1919                              | Partito Socialdemocratico | SDAPO-CS-GDVP                                     | —                |            | Karl Seitz (1918–1920)       |
| 1   | 16 febbraio 1919 | 7 luglio 1920    | Karl Renner (1870–1950)          | 1919                                              |                                               | Partito Socialdemocratico | SDAPO-CS-GDVP                                     |                  |            | Karl Seitz (1918–1920)       |
| 2   |                  |                  | Michael Mayr (1864–1922)         | 1919                                              | 7 luglio 1920                                 | 17 ottobre 1920           | Partito Cristiano-Sociale                         | CS-SDAPO         |            | Karl Seitz (1918–1920)       |
| 2   | 17 ottobre 1920  | 21 giugno 1921   | Michael Mayr (1864–1922)         | 1920                                              |                                               |                           | Partito Cristiano-Sociale                         | CS-SDAPO         |            | Karl Seitz (1918–1920)       |
| 3   |                  |                  | Johann Schober (1874–1932)       | 1920                                              | 21 giugno 1921                                | 26 gennaio 1922           | Indipendente                                      | CS-GDVP-Tecnici  |            | Michael Hainisch (1920–1928) |
| 3   | 27 gennaio 1922  | 31 maggio 1922   | Johann Schober (1874–1932)       | 1920                                              |                                               |                           | Indipendente                                      | CS-GDVP-Tecnici  |            | Michael Hainisch (1920–1928) |
| 4   |                  |                  | Ignaz Seipel (1876–1932)         | 1920                                              | 31 maggio 1922                                | 21 ottobre 1923           | Partito Cristiano-Sociale                         | CS-GDVP-Tecnici  |            | Michael Hainisch (1920–1928) |
| 4   | 21 ottobre 1923  | 20 novembre 1924 | Ignaz Seipel (1876–1932)         | 1923                                              |                                               |                           | Partito Cristiano-Sociale                         | CS-GDVP-Tecnici  |            | Michael Hainisch (1920–1928) |
| 5   |                  |                  | Rudolf Ramek (1881–1941)         | 1923                                              | 20 novembre 1924                              | 30 ottobre 1926           | Partito Cristiano-Sociale                         | CS-GDVP          |            | Michael Hainisch (1920–1928) |
| (4) |                  |                  | Ignaz Seipel (1876–1932)         | 1923                                              | 30 ottobre 1926                               | 24 aprile 1927            | Partito Cristiano-Sociale                         | CS-GDVP-Landbund |            | Michael Hainisch (1920–1928) |
| (4) | 24 aprile 1927   | 4 maggio 1929    | Ignaz Seipel (1876–1932)         | 1927                                              |                                               |                           | Partito Cristiano-Sociale                         | CS-GDVP-Landbund |            | Michael Hainisch (1920–1928) |
| 6   |                  |                  | Ernst Streeruwitz (1874–1952)    | 1927                                              | 4 maggio 1929                                 | 26 settembre 1929         | Partito Cristiano-Sociale                         | CS-Landbund      |            | Wilhelm Miklas (1928–1938)   |
| (3) |                  |                  | Johann Schober (1874–1932)       | 1927                                              | 26 settembre 1929                             | 30 settembre 1930         | Indipendente                                      | CS               |            | Wilhelm Miklas (1928–1938)   |
| 7   |                  |                  | Carl Vaugoin (1873–1949)         | 1927                                              | 30 settembre 1930                             | 4 dicembre 1930           | Partito Cristiano-Sociale                         | CS               |            | Wilhelm Miklas (1928–1938)   |
| 8   |                  |                  | Otto Ender (1875–1960)           | 4 dicembre 1930                                   | 20 giugno 1931                                | Partito Cristiano-Sociale | CS                                                | 1930             |            | Wilhelm Miklas (1928–1938)   |
| 9   |                  |                  | Karl Buresch (1878–1936)         | 20 giugno 1931                                    | 20 maggio 1932                                | Partito Cristiano-Sociale | CS-Landbund                                       | 1930             |            | Wilhelm Miklas (1928–1938)   |
| 10  |                  |                  | Engelbert Dollfuss (1892–1934)   | 20 maggio 1932                                    | 4 marzo 1933                                  | Partito Cristiano-Sociale | CS-Landbund-Heimwehr                              | 1930             |            | Wilhelm Miklas (1928–1938)   |
| 10  | 4 marzo 1933     | 25 luglio 1934   | Engelbert Dollfuss (1892–1934)   | Partito Cristiano-Sociale, poi Fronte Patriottico | CS-Landbund-Heimwehr fino al 1934 VF dal 1934 | Dittatura Austrofascista  |                                                   |                  |            | Wilhelm Miklas (1928–1938)   |
| 11  |                  |                  | Kurt von Schuschnigg (1897–1977) | 29 luglio 1934                                    | 11 marzo 1938                                 | Dittatura Austrofascista  | Fronte Patriottico                                | VF               |            | Wilhelm Miklas (1928–1938)   |
| 12  |                  |                  | Arthur Seyß-Inquart (1892–1946)  | 11 marzo 1938                                     | 13 marzo 1938                                 | Dittatura Austrofascista  | Partito Nazionalsocialista Tedesco dei Lavoratori | NSDAP            |            | Wilhelm Miklas (1928–1938)   |

## Anschluss (1938-1945)
Adolf Hitler (in qualità di Führer del III Reich durante l'annessione dell'Austria)

## Seconda Repubblica (1945-oggi)
| N°   | N°               | Cancelliere     | Cancelliere                                | Mandato                   | Mandato          | Partito                   | Composizione del governo      | Elezioni                         | Presidenti      | Presidenti                       |
| N°   | N°               | Cancelliere     | Cancelliere                                | Inizio                    | Fine             | Partito                   | Composizione del governo      | Elezioni                         | Presidenti      | Presidenti                       |
| ---- | ---------------- | --------------- | ------------------------------------------ | ------------------------- | ---------------- | ------------------------- | ----------------------------- | -------------------------------- | --------------- | -------------------------------- |
| (1)  |                  |                 | Karl Renner (1870–1950)                    | 27 aprile 1945            | 20 dicembre 1945 | Partito Socialdemocratico | SPÖ-ÖVP-KPÖ                   | –                                |                 | Karl Renner (1945–1950)          |
| 13   |                  |                 | Leopold Figl (1902–1965)                   | 20 dicembre 1945          | 11 ottobre 1949  | Partito Popolare          | ÖVP-SPÖ                       | 1945                             |                 | Karl Renner (1945–1950)          |
| 13   | 11 ottobre 1949  | 28 ottobre 1952 | Leopold Figl (1902–1965)                   | ÖVP-SPÖ                   | 1949             | Partito Popolare          |                               |                                  |                 | Karl Renner (1945–1950)          |
| 13   | 28 ottobre 1952  | 2 aprile 1953   | Leopold Figl (1902–1965)                   | ÖVP-SPÖ                   | 1949             | Partito Popolare          |                               | Theodor Körner (1951–1957)       |                 |                                  |
| 14   |                  |                 | Julius Raab (1891–1964)                    | 2 aprile 1953             | 14 maggio 1956   | Partito Popolare          | ÖVP-SPÖ                       | Theodor Körner (1951–1957)       | 1953            |                                  |
| 14   | 14 maggio 1956   | 16 luglio 1959  | Julius Raab (1891–1964)                    | ÖVP-SPÖ                   | 1956             | Partito Popolare          |                               | Theodor Körner (1951–1957)       |                 |                                  |
| 14   | 16 luglio 1959   | 3 novembre 1960 | Julius Raab (1891–1964)                    | ÖVP-SPÖ                   | 1959             | Partito Popolare          |                               | Adolf Schärf (1957–1965)         |                 |                                  |
| 14   | 3 novembre 1960  | 11 aprile 1961  | Julius Raab (1891–1964)                    | ÖVP-SPÖ                   | 1959             | Partito Popolare          |                               | Adolf Schärf (1957–1965)         |                 |                                  |
| 15   |                  |                 | Alfons Gorbach (1898–1972)                 | 11 aprile 1961            | 1959             | 20 novembre 1962          | Partito Popolare              | Adolf Schärf (1957–1965)         | ÖVP-SPÖ         |                                  |
| 15   | 20 novembre 1962 | 2 aprile 1964   | Alfons Gorbach (1898–1972)                 | ÖVP-SPÖ                   | 1962             |                           | Partito Popolare              | Adolf Schärf (1957–1965)         |                 |                                  |
| 16   |                  |                 | Josef Klaus (1910–2001)                    | 2 aprile 1964             | 1962             | 19 aprile 1966            | Partito Popolare              | Adolf Schärf (1957–1965)         | ÖVP-SPÖ         |                                  |
| 16   | 19 aprile 1966   | 21 aprile 1970  | Josef Klaus (1910–2001)                    | ÖVP                       | 1966             |                           | Partito Popolare              | Franz Jonas (1965–1974)          |                 |                                  |
| 17   |                  |                 | Bruno Kreisky (1911–1990)                  | 21 aprile 1970            | 19 ottobre 1971  | Partito Socialdemocratico | SPÖ                           | Franz Jonas (1965–1974)          | 1970            |                                  |
| 17   | 19 ottobre 1971  | 8 ottobre 1975  | Bruno Kreisky (1911–1990)                  | SPÖ                       | 1971             | Partito Socialdemocratico |                               | Franz Jonas (1965–1974)          |                 |                                  |
| 17   | 8 ottobre 1975   | 9 maggio 1979   | Bruno Kreisky (1911–1990)                  | SPÖ                       | 1975             | Partito Socialdemocratico |                               | Rudolf Kirchschläger (1974–1986) |                 |                                  |
| 17   | 9 maggio 1979    | 24 maggio 1983  | Bruno Kreisky (1911–1990)                  | SPÖ                       | 1979             | Partito Socialdemocratico |                               | Rudolf Kirchschläger (1974–1986) |                 |                                  |
| 18   |                  |                 | Fred Sinowatz (1929–2008)                  | 24 maggio 1983            | 16 giugno 1986   | Partito Socialdemocratico | Sinowatz (SPÖ-FPÖ)            | Rudolf Kirchschläger (1974–1986) | 1983            |                                  |
| 19   |                  |                 | Franz Vranitzky (1937–)                    | 16 giugno 1986            | 21 gennaio 1987  | Partito Socialdemocratico | Vranitzky I (SPÖ-FPÖ)         | Rudolf Kirchschläger (1974–1986) | 1986            |                                  |
| 19   | 21 gennaio 1987  | 9 ottobre 1990  | Franz Vranitzky (1937–)                    | Vranitzky II (SPÖ-ÖVP)    |                  | Partito Socialdemocratico | Kurt Waldheim (1986–1992)     |                                  | 1986            |                                  |
| 19   | 9 ottobre 1990   | 11 ottobre 1994 | Franz Vranitzky (1937–)                    | Vranitzky III (SPÖ-ÖVP)   | 1990             | Partito Socialdemocratico | Kurt Waldheim (1986–1992)     |                                  |                 |                                  |
| 19   | 11 ottobre 1994  | 21 marzo 1996   | Franz Vranitzky (1937–)                    | Vranitzky IV (SPÖ-ÖVP)    | 1994             | Partito Socialdemocratico |                               | Thomas Klestil (1992–2004)       |                 |                                  |
| 19   | 21 marzo 1996    | 28 gennaio 1997 | Franz Vranitzky (1937–)                    | Vranitzky V (SPÖ-ÖVP)     | 1995             | Partito Socialdemocratico |                               | Thomas Klestil (1992–2004)       |                 |                                  |
| 20   |                  |                 | Viktor Klima (1947–)                       | 28 gennaio 1997           | 1995             | 4 febbraio 2000           | Partito Socialdemocratico     | Thomas Klestil (1992–2004)       | Klima (SPÖ-ÖVP) |                                  |
| 21   |                  |                 | Wolfgang Schüssel (1945–)                  | 4 febbraio 2000           | 28 febbraio 2003 | Partito Popolare          | Schüssel I (ÖVP-FPÖ)          | Thomas Klestil (1992–2004)       | 1999            |                                  |
| 21   | 28 febbraio 2003 | 11 gennaio 2007 | Wolfgang Schüssel (1945–)                  | Schüssel II (ÖVP-FPÖ-BZÖ) | 2002             | Partito Popolare          |                               | Thomas Klestil (1992–2004)       |                 |                                  |
| 22   |                  |                 | Alfred Gusenbauer (1960–)                  | 11 gennaio 2007           | 2 dicembre 2008  | Partito Socialdemocratico | Gusenbauer (SPÖ-ÖVP)          | 2006                             |                 | Heinz Fischer (2004–2016)        |
| 23   |                  |                 | Werner Faymann (1960–)                     | 2 dicembre 2008           | 16 dicembre 2013 | Partito Socialdemocratico | Faymann I (SPÖ-ÖVP)           | 2008                             |                 | Heinz Fischer (2004–2016)        |
| 23   | 16 dicembre 2013 | 9 maggio 2016   | Werner Faymann (1960–)                     | Faymann II (SPÖ-ÖVP)      | 2013             | Partito Socialdemocratico |                               |                                  |                 | Heinz Fischer (2004–2016)        |
| —    |                  |                 | Reinhold Mitterlehner (f.f.) (1955–)       | Faymann II (SPÖ-ÖVP)      | 2013             | 9 maggio 2016             | 17 maggio 2016                | Partito Popolare                 |                 | Heinz Fischer (2004–2016)        |
| 24   |                  |                 | Christian Kern (1965–)                     | 17 maggio 2016            | 2013             | 18 dicembre 2017          | Partito Socialdemocratico     | Kern (SPÖ-ÖVP)                   |                 | Heinz Fischer (2004–2016)        |
| 25   |                  |                 | Sebastian Kurz (1986–)                     | 18 dicembre 2017          | 28 maggio 2019   | Partito Popolare          | Kurz I (ÖVP-FPÖ)              | 2017                             |                 | Alexander Van der Bellen (2017–) |
| —    |                  |                 | Hartwig Löger (f.f.) (1955–)               | 28 maggio 2019            | 3 giugno 2019    | Partito Popolare          | Kurz I (ÖVP-FPÖ)              | 2017                             |                 | Alexander Van der Bellen (2017–) |
| 26   |                  |                 | Brigitte Bierlein (ad interim) (1949–2024) | 3 giugno 2019             | 7 gennaio 2020   | Indipendente              | Bierlein (Governo tecnico)    | 2017                             |                 | Alexander Van der Bellen (2017–) |
| (25) |                  |                 | Sebastian Kurz (1986–)                     | 7 gennaio 2020            | 11 ottobre 2021  | Partito Popolare          | Kurz II (ÖVP-Die Grünen)      | 2019                             |                 | Alexander Van der Bellen (2017–) |
| 27   |                  |                 | Alexander Schallenberg (1969–)             | 11 ottobre 2021           | 6 dicembre 2021  | Partito Popolare          | Schallenberg (ÖVP-Die Grünen) | 2019                             |                 | Alexander Van der Bellen (2017–) |
| 28   |                  |                 | Karl Nehammer (1972–)                      | 6 dicembre 2021           | 10 gennaio 2025  | Partito Popolare          | Nehammer (ÖVP-Die Grünen)     | 2019                             |                 | Alexander Van der Bellen (2017–) |
| —    |                  |                 | Alexander Schallenberg (f.f.) (1969–)      | 10 gennaio 2025           | 3 marzo 2025     | Partito Popolare          | Nehammer (ÖVP-Die Grünen)     | 2019                             |                 | Alexander Van der Bellen (2017–) |
| 29   |                  |                 | Christian Stocker (1960–)                  | 3 marzo 2025              | in carica        | Partito Popolare          | Stocker (ÖVP-SPÖ-NEOS)        | 2024                             |                 | Alexander Van der Bellen (2017–) |

## Ex cancellieri viventi
| Cancelliere            | Anni di governo      | Data di nascita | Partito |
| ---------------------- | -------------------- | --------------- | ------- |
| Franz Vranitzky        | 1986–1997            | 4 ottobre 1937  | SPÖ     |
| Viktor Klima           | 1997–2000            | 4 giugno 1947   | SPÖ     |
| Wolfgang Schüssel      | 2000–2007            | 7 giugno 1945   | ÖVP     |
| Alfred Gusenbauer      | 2007–2008            | 8 febbraio 1960 | SPÖ     |
| Werner Faymann         | 2008–2016            | 4 maggio 1960   | SPÖ     |
| Christian Kern         | 2016–2017            | 4 gennaio 1966  | SPÖ     |
| Sebastian Kurz         | 2017–2019; 2020–2021 | 27 agosto 1986  | ÖVP     |
| Alexander Schallenberg | 2021; 2025           | 20 giugno 1969  | ÖVP     |
| Karl Nehammer          | 2021-2025            | 18 ottobre 1972 | ÖVP     |